# Gerygone cinerea
Gerygone cinerea là một loài chim trong họ Acanthizidae.